# 富山県道271号石動停車場線
富山県道271号石動停車場線（とやまけんどう271ごう いするぎていしゃじょうせん）は、富山県小矢部市内を通る一般県道（富山県道）である。

## 概要

### 路線データ
- 起点：富山県小矢部市上野本285の1[1]（＝あいの風とやま鉄道石動駅前）
- 終点：富山県小矢部市上野本269の1[1]（＝石動駅前交差点・国道471号（富山県道42号小矢部福光線重複）交点）

## 歴史
- 1960年（昭和35年）4月23日：路線認定[1][2]。

## 地理

### 通過する自治体
- 富山県小矢部市

### 接続道路
- 国道471号、富山県道42号小矢部福光線（小矢部市石動町：終点）

### 周辺
- あいの風とやま鉄道線 石動駅
- いなば農業協同組合 本店
- Aコープおやべ